# Arquitectura fálica

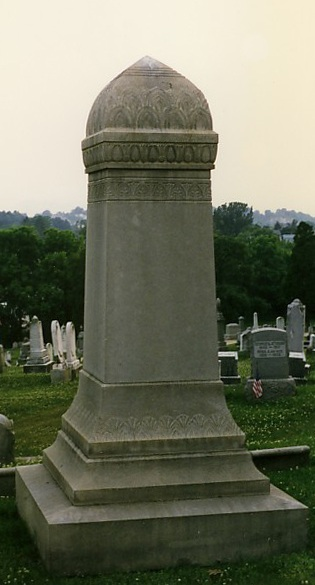
Lápida fálica

La arquitectura fálica crea consciente o inconscientemente una representación simbólica del pene humano. Los edificios que se asemejan intencional o involuntariamente al pene humano son una fuente de diversión para los lugareños y turistas en varios lugares del mundo. Las imágenes fálicas deliberadas se encuentran en las culturas antiguas y en los vínculos con las culturas antiguas que se encuentran en los artefactos tradicionales.
Los antiguos griegos y romanos celebraban festivales fálicos y construyeron un santuario con un falo erecto para honrar a Hermes, el mensajero de los dioses. Esas figuras pueden estar relacionadas con la antigua deidad egipcia Min, que fue representada sosteniendo su falo erecto. Se han encontrado figuras de mujeres con un falo con cabeza de falo en Grecia y Yugoslavia. El simbolismo fálico prevaleció en la tradición arquitectónica de la antigua Babilonia. Los romanos también solían utilizar imágenes fálicas en su arquitectura y artículos domésticos. Las culturas antiguas de muchas partes del Lejano Oriente, incluidas Indonesia, India, Corea y Japón, usaban el falo como símbolo de fertilidad en sus templos y en otras áreas de la vida cotidiana.
Los estudiosos de la antropología, la sociología y el feminismo han señalado la naturaleza simbólica de la arquitectura fálica, especialmente los grandes rascacielos que dominan el paisaje como símbolos de la dominación masculina, el poder y la autoridad política. Las torres y otras estructuras verticales pueden tener esas connotaciones de forma involuntaria o tal vez inconsciente. Hay muchos ejemplos de arquitectura moderna que pueden interpretarse como fálicos, pero muy pocos para los que el arquitecto ha citado o admitido específicamente ese significado como un aspecto intencional del diseño.

## Historia y antecedentes

### Antigüedad
El culto al falo ha existido desde la Edad de Piedra y fue particularmente frecuente durante el período Neolítico y la Edad del Bronce.
La arquitectura fálica se hizo prominente en el antiguo Egipto y Grecia, donde los genitales y la sexualidad humana recibieron un alto grado de atención. Los antiguos griegos honraban al falo y celebraban festivales fálicos. La deidad grecorromana Príapo fue adorada como un dios de la fertilidad, representada con un falo gigante en numerosas piezas arquitectónicas públicas.
Los griegos construían regularmente un santuario al que llamaban "Herm" en la entrada de los principales edificios públicos, casas y carreteras para honrar a Hermes, mensajero de los dioses. Los santuarios típicamente "tomaban la forma de un pilar vertical coronado por la cabeza barbuda de un hombre y de la superficie del pilar debajo de la cabeza, sobresalía un falo erecto". Se cree que buscaron su inspiración en los antiguos egipcios y en su imagen fálica de Min, el dios del valle, quien de manera similar fue "representado como un rey barbudo de pie con cuerpo simplificado, un brazo levantado, la otra mano sosteniendo su falo erecto".
Heródoto, el historiador griego antiguo, documentó mujeres que portaban grandes monumentos y ornamentos de forma fálica del tamaño de un cuerpo humano en pueblos de la antigua Dionisia. En la isla de Delos, un pilar sostiene un falo colosal, el símbolo de Dionisio. También se cree que los relieves del falo en los edificios de tales sitios fueron dispositivos apotropaicos para protegerse del mal. El elaborado uso de la arquitectura y la escultura fálica en la sociedad griega antigua también se puede ver en sitios como Nea Nikomedeia en el norte de Grecia. Los arqueólogos que excavaron la antigua ciudad descubrieron esculturas de arcilla de mujeres regordetas con cabezas fálicas y brazos cruzados.

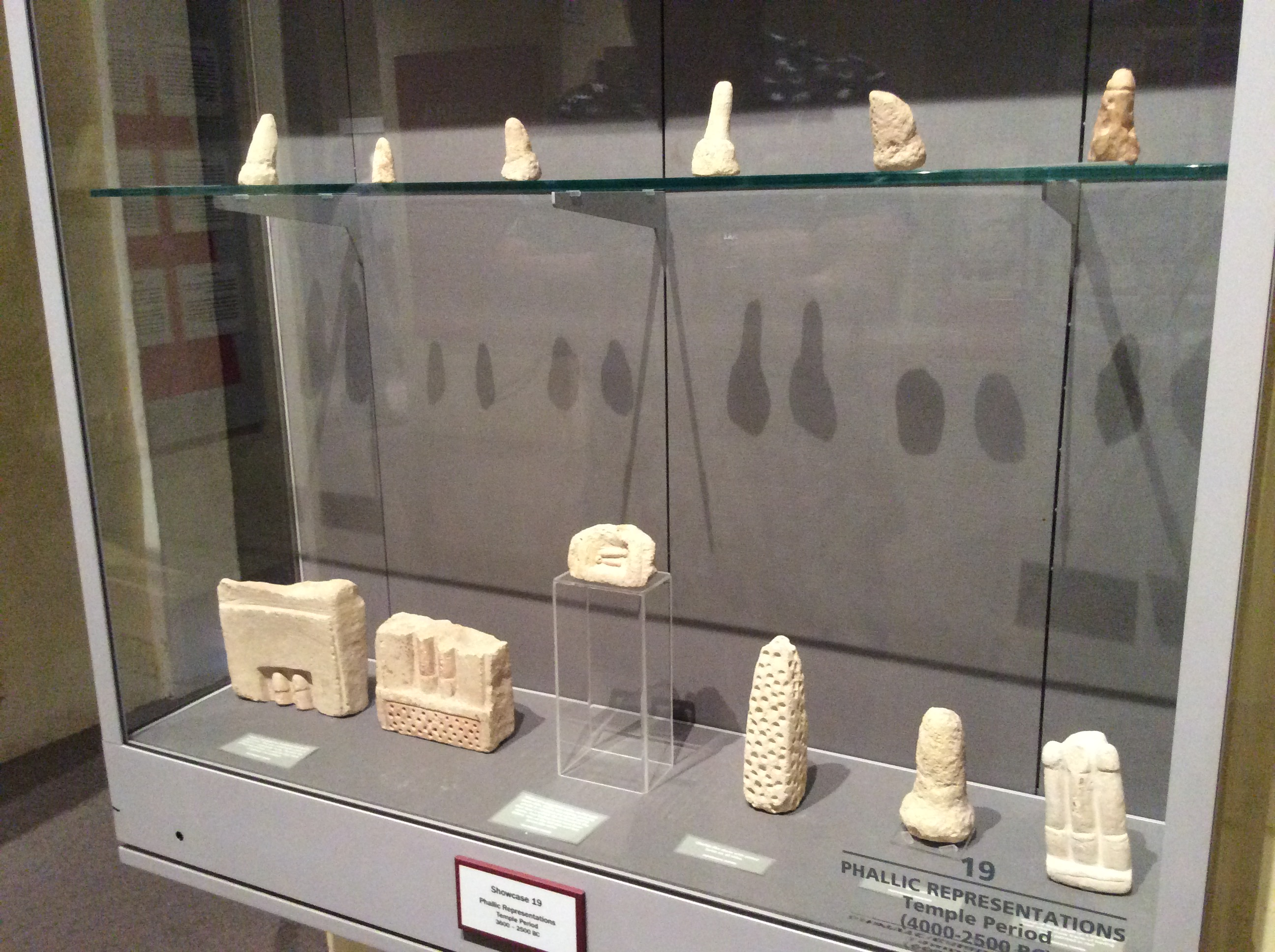
Artículos del período del templo fálico (3500 a. C. - 2500 a. C.) en el Museo Nacional de Arqueología de Malta

Se han encontrado figurillas similares de mujeres con cabezas de falo del período Neolítico en Grecia, Macedonia y partes de la antigua Yugoslavia. La gran mayoría de las figurillas de la cultura Hamangia tienen cabezas cilíndricas en forma de falo sin rasgos faciales, aunque algunas, particularmente de la cultura egea, tenían piezas escultóricas fálicas con cabezas fálicas con nariz pellizcada y ojos rasgados. En estas partes del mundo antiguo, se construyeron estructuras en forma de obelisco que se asemejan al pene humano, a menudo con símbolos fálicos, que representan la fertilidad humana y afirman la sexualidad y el orgasmo masculinos. El simbolismo fálico prevalecía en la arquitectura de la antigua Babilonia, y en la iconografía de Khametian, el obelisco se consideraba un símbolo del falo de la tierra masculina. Los propios obeliscos del antiguo Egipto tenían varias funciones, existiendo tanto como referencia al culto al sol como al falo, que representa la fertilidad y el poder.
Aunque la arquitectura fálica como piezas individuales no prevalecía en la antigua Roma como lo fue en la antigua Grecia o Egipto, los romanos eran profundamente supersticiosos y a menudo introducían componentes relacionados con el falo como piezas arquitectónicas y artículos domésticos. Los arqueólogos que desenterraron un sitio en Pompeya descubrieron muchos jarrones, adornos y esculturas desenterrados que revelaban la preocupación por el falo, también desenterraron un falo de terracota de 45,7 cm que sobresalía de lo que se creía que era una panadería con la inscripción "Hic habitat felicitas "(aquí habita la felicidad), y muchos romanos llevaban amuletos de falo para protegerse del mal de ojo.
El culto priápico entre las mujeres de Sicilia continuó hasta el siglo XVIII; adorar objetos votivos fálicos y besar tales ofrendas antes de colocarlas en el altar de las iglesias. El fetichismo con el falo arquitectónicamente y en implementos más pequeños también fue exhibido por ciertas sectas cristianas en la época medieval, como los maniqueos, y estaba relacionado con el masoquismo y el sadismo, una forma de flagelantismo religioso. Los monumentos de forma fálica más pequeños en forma de ídolos, incluso jarrones, anillos, vasos para beber y joyas, han sido bien documentados y se pueden encontrar dentro de las iglesias medievales de Irlanda.
En el hinduismo, el trimurthi hindú representa a Brahma, el creador, Vishnu, el preservador y Shiva, el destructor. Shiva, la deidad principal de la India, es a la vez destructor y se dice que también incluye su papel de creación; este papel de creación está representado por el símbolo fálico, conocido como lingam en cuya forma se le adora o en forma de trinidad masculina de pene y dos testículos. El linga, o falo, es una característica común de los templos hindúes en toda la India, grabado como relieves u otras formas. El templo Brihadeeswarar de Tanjore en Tamil Nadu, construido durante la dinastía Chola, está dedicado a Shiva y presenta lingam entre las celdas; es especialmente conocido por su "Salón de los Mil Lingas".
En Indonesia, el lingga fálico y el yoni femenino siguen siendo símbolos comunes de armonía. El Palacio del Sultán de Kasepuhan, en Java Occidental, tiene varias tallas de lingga-yoni a lo largo de sus paredes. Según las crónicas indonesias de Babad Tanah Jawi, el príncipe Puger obtuvo el poder real de Dios al ingerir esperma del falo del ya muerto sultán Amangkurat II de Mataram.
El templo Candi Sukuh de Ngancar, Java Oriental, fue construido en el siglo X y está dedicado a Shiva. El templo tiene numerosos relieves que representan gráficamente la sexualidad y la fertilidad, incluidas varias representaciones en piedra de un pene y una vagina copulando. Consiste en una pirámide con relieves y estatuas en el frente. Entre ellos se encuentra una estatua masculina agarrándose el pene, con tres tortugas con caparazones aplanados. El templo tuvo una vez un impresionante representación de lingga de 1,82 metros con cuatro testículos; esto ahora se encuentra en el Museo Nacional de Indonesia. También se hicieron referencias fálicas en la arquitectura jemer en Camboya, y varios templos jemer representan el falo en relieves.
En África, los antiguos malienses, en particular los miembros de la realeza de Djenne, decoraron sus palacios con pilares y columnas en forma de falo en la entrada de sus palacios y decoraron las paredes con motivos de falo. Se pueden ver características similares en los pilares de muchos templos en África, a menudo interpretados por los eruditos occidentales como símbolos fálicos, pero a menudo pueden ser más sutiles y estar sujetos a diversas interpretaciones. Al igual que los antiguos faraones egipcios, los reyes aksumitas construyeron templos con pilares fálicos en antiguas ciudades etíopes como Konsu, y también se han descubierto pilares monolíticos con representación fálica en Madagascar. En los antiguos mayas, la arquitectura fálica era rara, pero Uxmal en particular tiene un número considerable de piezas arquitectónicas en forma de falo. Contiene un templo conocido como el Templo del Phallis y esculturas y motivos fálicos.

### Moderno

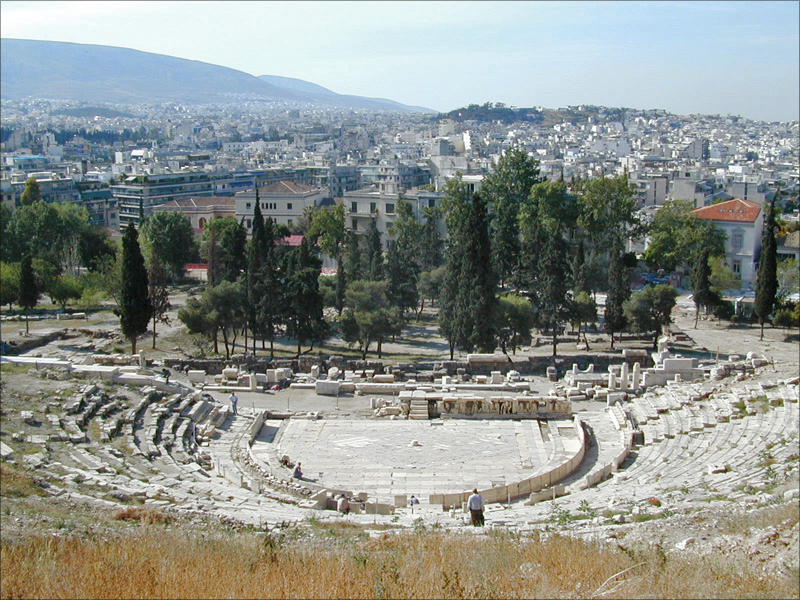
El Teatro Dionisio de Atenas. Todavía se pueden ver columnas fálicas del teatro griego antiguo en ruinas.

Claude Nicholas Ledoux fue uno de los principales exponentes del desarrollo arquitectónico del siglo XVII, que "se articuló a través de las tensiones de forma y ornamento, símbolo y alegoría, dogma y fantasía", en un momento en que la sociedad occidental era opresiva y particularmente sensible a las exhibiciones públicas de la sexualidad, de modo que la arquitectura fálica descarada y gráfica se habría considerado una vergüenza y un acto vergonzoso. En su borrador inicial para la Casa del Placer en Chaux (una ciudad ideal propuesta, cerca del Bosque de Chaux), Ledoux se basó en ideas alegóricas en su diseño con la unión del hombre y la mujer, una interpretación fisiológica del coito y la penetración. Las habitaciones privadas fueron diseñadas para "sobresalir del anillo circular del edificio, representando metafóricamente la penetración, el anillo circular representando el pasaje vaginal y el útero de la mujer.
Se dice que el segundo diseño revisado "sublimina tanto el lugar elevado como el género femenino" con un "falo solitario", sin el anillo circular animado planeado originalmente que representa los órganos reproductores femeninos. Ledoux se basó en la inspiración fálica y sexualmente cargada en otros edificios que diseñó. Su diseño del Teatro Besançon, por ejemplo, fue impulsado por las exigencias de la prostitución y el antiguo ritual sexual. Sin embargo, en comparación con los gustos de Jean-Jacques Lequeu, quien ganó notoriedad por sus brebajes arquitectónicos pornográficos, la inspiración arquitectónica de Ledoux fue relativamente suave, y se dice que omitió torres de sus diseños en ocasiones porque sabía que serían vergonzosamente mal visto por la sociedad en general como una representación demasiado obvia del falo; La "erección perdida" de Ledoux se explica a este efecto en Significance of the Missing Phalus de Jacques Lecan.
Según Oscar Reutersvärd, el interés por la arquitectura neoclásica en el siglo XVIII era sinónimo y estaba motivado por un interés similar por la virilidad masculina. Obras como Hypnerotomachia Poliphili (1467) de Francesco Colonna y Campo Marzio (1762) de Giovanni Battista Piranesi muestran profundamente la influencia antigua de la arquitectura fálica en el diseño y el culto, y contienen numerosas ilustraciones de la arquitectura y los templos priapicos. Se dice que Piranesi, en particular, ofreció un "prototipo de la misteriosa arquitectura del culto fálico que se asemeja más a las casas del placer" en sus grabados.
Localizó dos diseños para el Bustum Caesaris Augusti, concluyendo que estaban basados en el ritual sexual, con "dos planos fálicos penetrando en la cubicula semicircular". Piranesi creía que el propósito de los diseños fálicos era celebrar la virilidad y el poder regenerativo masculino. Otros comentaristas como Carl August Ehrensvärd también proporcionaron ilustraciones y análisis de los templos priapicos y el significado de la arquitectura fálica. Una obra notable en este sentido es el Neoclassical Temple of Virility and the Buildings with a Phallic Shaped Plan (Templo neoclásico de la virilidad y los edificios con un plano de forma fálica, 1977) del Instituto de Historia del Arte de la Universidad de Lund, Suecia.
En Estados Unidos, especialmente en Chicago y Nueva York, y en muchas otras ciudades del mundo, crecieron rascacielos de gran altura de forma fálica en el siglo XX. El ingeniero suizo Le Corbusier lo propagó en Europa en lugar de la arquitectura decorativa tradicional. Desarrollos futuristas similares tuvieron lugar en Italia con la iniciativa de Antonio Sant'Elia, que simboliza el triunfo del hombre. Sin embargo, a diferencia de los de la antigüedad, que eran descaradas representaciones arquitectónicas del falo, en Occidente, en los tiempos modernos, los "santuarios del falo" son más sutiles y, a menudo, pueden estar sujetos a interpretación como tales; muy pocos arquitectos han admitido específicamente el falo humano como fuente de su creación arquitectónica. Se citó a los fascistas italianos por tener una obsesión por la arquitectura fálica que era rígida e impermeable. En las últimas décadas, el rascacielos fálico de gran altura ha sido un símbolo de la búsqueda del poder económico por parte del gobierno en China, Hong Kong y Corea del Sur y las otras naciones de la ASEAN/Cuenca del Pacífico. China invierte anualmente miles de millones de dólares en edificios de oficinas y viviendas de gran altura con el objetivo de aumentar el PIB, a un ritmo mucho mayor de lo que pueden ocupar.

## Simbolismo
En el arte y la arquitectura, los edificios muy verticales a menudo se consideran un símbolo de masculinidad y los edificios horizontales se consideran más femeninos. Los términos "verticalidad fálica", "erección fálica" y "brutalidad fálica" han sido referidos por teóricos de la arquitectura, como el sociólogo francés Henri Lefebvre, quien argumentó que los edificios de tipo arquitectónico fálico simbolizan metafóricamente "fuerza, fertilidad masculina, masculinidad violencia". La erección fálica "otorga un estatus especial a la perpendicular, proclamando la falocracia como la orientación del espacio" mientras que la brutalidad fálica "no permanece abstracta, porque es la brutalidad del poder político".
Lefebvre realizó una investigación considerable sobre el significado de los edificios de gran altura. Dijo: "La verticalidad arrogante de los rascacielos, y especialmente de los edificios públicos y estatales, introduce un elemento fálico o más precisamente falocrático en el ámbito visual; el propósito de esta exhibición, de esta necesidad de impresionar, es transmitir una impresión de autoridad a cada espectador. La verticalidad y la gran altura siempre han sido la expresión espacial de un poder potencialmente violento ". Sigmund Freud trazó metafóricamente una comparación entre "los grandes logros y la adquisición de riquezas como la construcción de monumentos a nuestros penes".

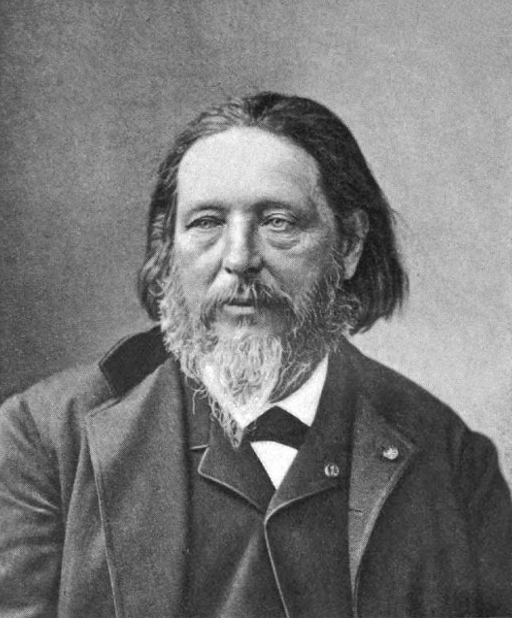
Jules Breton (1827-1906), un artista realista francés que estaba interesado en defender la arquitectura fálica en el París de finales del siglo XIX.

En el siglo XIX, Thomas Mical sostiene que los surrealistas "capitalizaron el simbolismo fálico de monumentos como el antiguo obelisco egipcio de Luxor en la Place de la Concorde o la Columna Vendome " al "complementar estas estructuras fálicas con contrapartes femeninas". Jules Breton, por ejemplo, sugirió trasladar el obelisco al matadero de La Villette y diseñar una gran mano enguantada de una mujer sosteniendo el obelisco de una manera sugerente, y adaptar el Vendome a la chimenea de una fábrica con una mujer desnuda trepándose por él. El monumento Defensa de París de Auguste Bartholdi de 1870, por ejemplo, una conmemoración de la fuga de Léon Gambetta de París en globo durante la guerra franco-prusiana, también fue objeto de debate entre los artistas parisinos de finales del siglo XIX, ya que creían que se parecía a un testículo. Arthur Harfaux propuso convertir el monumento en "un sexo enorme, el globo formando un testículo y el falo siendo horizontal", mientras que Breton propuso convertirlo en genitales copulando, agregando un globo gemelo para formar dos testículos.
Los estudiosos contemporáneos de la crítica arquitectónica han investigado la relación entre la arquitectura y el cuerpo, la sexualidad, el sexo, el poder y el lugar. Las feministas en particular, como Margrit Kennedy, perciben los rascacielos de tipo fálico en el paisaje urbano como "símbolos fálicos de la dominación masculina, el poder y la instrumentalidad racional". Esther MK Cheung cree que la forma de un edificio monumental de gran altura que creció en los Estados Unidos del siglo XX puede "leerse como un símbolo fálico de poder". La corriente actual simboliza "la ciencia y la tecnología sobre la naturaleza, incorporando toda la masculinidad que eso con las utopías de ciencia ficción". Elizabeth Grosz, sin embargo, ofrece un argumento en contra del falocentrismo en las teorías del diseño urbano, diciendo "no tanto el dominio del falo como el uso omnipresente no reconocido de lo masculino o masculino para representar lo humano. El problema, entonces, no es tanto eliminar como revelar la masculinidad inherente a la noción de lo universal, lo humano genérico o el sujeto no especificado " Marc C. Taylor analiza la arquitectura fálica y qué hace que un edificio sea masculino o femenino en su libro Disfiguring: Art, Architecture, Religion (Desfiguración: arte, arquitectura, religión).

### Símbolos y santuarios

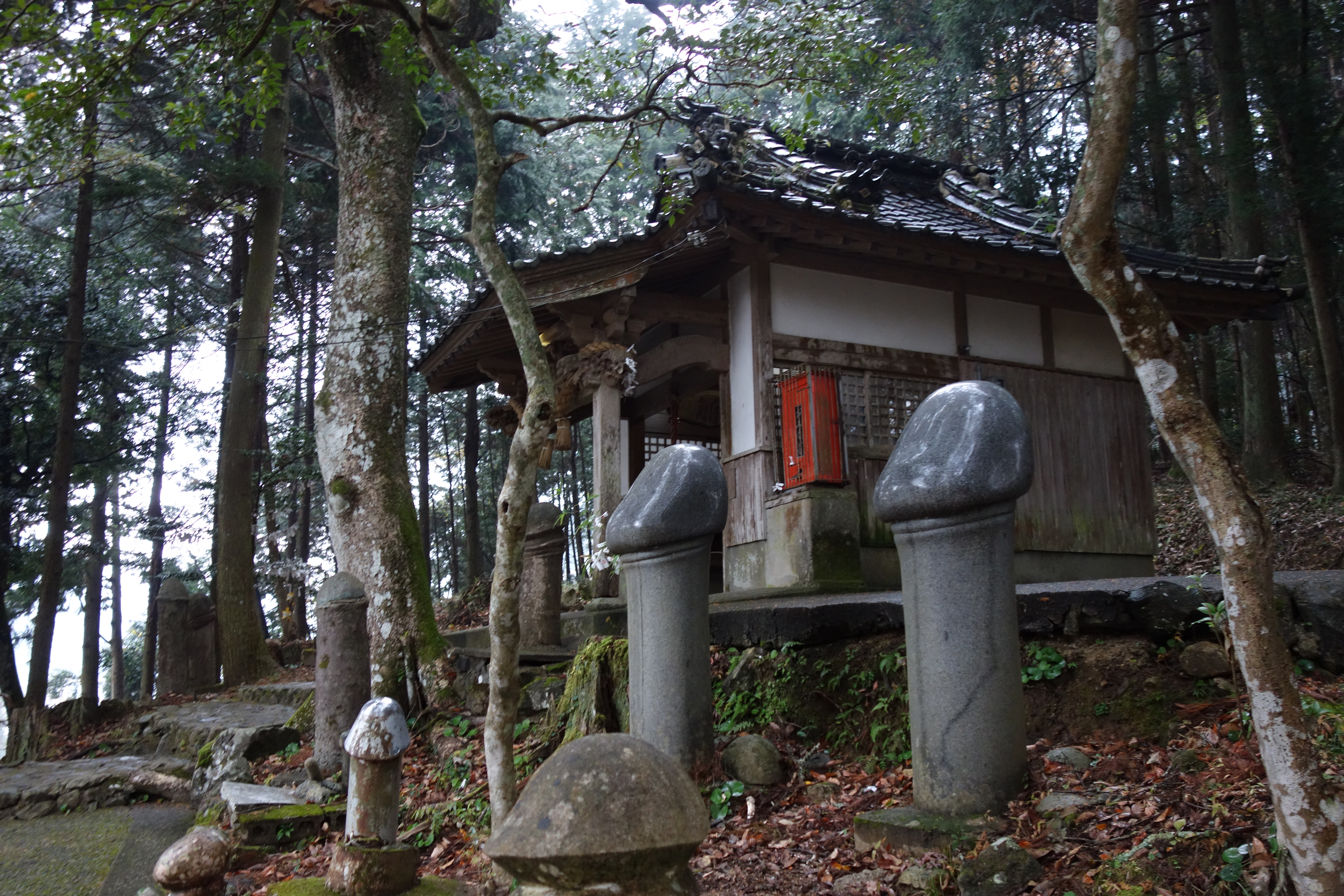
Santuario Marakan'non en la prefectura de Yamaguchi, Japón. Las piedras fálicas junto al santuario se consideran símbolos de fertilidad.

Durante la era moderna, muchos escultores han creado algunas obras de arte fálicas públicas, con diversos grados de sutileza. Uno de estos ejemplos puede ser la estatua en honor a la Revolución de los Claveles en la cima de una colina en Lisboa, Portugal, del escultor João Cutileiro. Quizás el mejor ejemplo de un cementerio fálico es el cementerio Khalid Nabi en las colinas del noreste de Irán cerca de la frontera con Turkmenistán, aproximadamente 64 km noreste de Gonbad-e Kavous. Según una creencia popular, el cementerio alberga la tumba de un profeta preislámico, Khalid Nabi, que nació 40 años antes del nacimiento de Mahoma, en 530. El antiguo cementerio contiene unas 600 lápidas de origen desconocido, muchas de las cuales son claras representaciones del falo; desde la distancia parecen clavijas de piedra.
Los santuarios fálicos son comunes en el Lejano Oriente de Asia, especialmente en las partes budistas de Corea y Japón, donde se los considera símbolos de fertilidad o destreza. En el Templo de la Piscina del Dragón en la ciudad de Jeju, hay un santuario fálico que es visitado por mujeres peregrinas que vienen a adorarlo por sus percibidas bendiciones de fertilidad. La piedra fálica está hecha de granito, de tamaño bastante pequeño y blanco y, según los informes, un granjero la encontró en un campo cercano.
En Tailandia, el falo también se considera un símbolo de buena suerte y representante de la fertilidad. Hay numerosos santuarios en el país con arquitectura fálica. El santuario Chao Mae Tuptim en Bangkok tiene más de cien estatuas de penes de madera circuncidados de colores de todas las formas y tamaños que se dice que poseen poderes cósmicos especiales y otorgan buena fortuna y fertilidad a cualquiera que entre en contacto con ellos.
Kharkhorin Rock, ubicada en la provincia de Övörkhangai de Mongolia, es una enorme estatua de un pene levantado sobre una plataforma en la estepa cerca del monasterio Erdene Zuu. La estatua tiene una doble función; principalmente es un recordatorio para los monjes de permanecer célibes, pero también es un símbolo de fertilidad y vida humana. Una estatua más pequeña de un falo está más cerca del monasterio. El Parque Haesindang (también conocido como "Parque del Pene") en la provincia de Gangwon de Corea del Sur, ubicado a unos 20 km sur de Samcheok, es un parque natural que contiene una serie de estatuas erguidas. Una trágica leyenda los envuelve en el hecho de que una vez una virgen fue arrastrada al mar y se ahogó, sin poder ser salvada por su amante. La gente del pueblo estaba devastada e indefensa, y parecía haber sido lanzada sobre ellos una maldición, arruinando la industria pesquera local. Un día, un pescador local hizo sus necesidades en el mar y milagrosamente la industria pesquera revivió. Descubrió que su espíritu inquieto podía apaciguarse de tal manera, por lo que la gente del pueblo compensó la incapacidad de la mujer para consumar más allá de la tumba colocando estatuas fálicas sexualmente potentes a la vista de la orilla. Las estatuas varían en tamaño y estilo; algunos tienen caras y son más animados en apariencia y más coloridos, pero otros son representaciones exactas del pene humano.
En algunos países asiáticos como Bután, muchos creen que un falo trae buena suerte y aleja a los espíritus malignos. Los símbolos fálicos se pintan rutinariamente fuera de las paredes de las nuevas casas y se cuelgan falos de madera tallada (a veces cruzados con un diseño de espada o daga) afuera, en las vísperas de las nuevas casas, en las cuatro esquinas. En un viaje por carretera desde el aeropuerto de Paro a Thimphu, las pinturas explícitas de falos son una vista común en las paredes encaladas de casas, tiendas y restaurantes. En el monasterio de Chimi Lhakhang, el santuario dedicado a Drupka Kinley, se utilizan varios penes de madera para bendecir a las personas que visitan el monasterio en peregrinación en busca de bendiciones para tener un hijo o para el bienestar de sus hijos. El falo que se muestra deslumbrantemente en el monasterio es una pieza de madera marrón con un mango de plata, una reliquia religiosa que se considera que posee poderes divinos y, por lo tanto, se usa para bendecir a las personas de orientación espiritual. También se dice que evita las peleas entre los miembros de la familia en las casas que están pintadas con estos símbolos.

## Edificios y estructuras

### Empire State Building
El Empire State Building de 102 pisos, ubicado en Nueva York, es uno de los monumentos más famosos de la ciudad y generalmente se lo considera un ícono cultural estadounidense. Citado por Valerie Briginshaw como símbolo del orgullo estadounidense y "el último signo del poder fálico estadounidense", fue inaugurado el 31 de mayo de 1931.
Diseñado en estilo Art Deco, tiene una altura de techo de 381 metros, y con su aguja de antena incluida, tiene un total de 443,2 m de altura. Se mantuvo como el edificio más alto del mundo durante 40 años, desde su finalización en 1931 hasta que se completó la construcción de la Torre Norte del World Trade Center en 1972. Después de que el World Trade Center fuera destruido el 11 de septiembre de 2001, siguió siendo el edificio más alto de la ciudad de Nueva York durante 13 años hasta que se completó el One World Trade Center. Numerosas personas han mencionado sus similitudes en apariencia con el falo, con sus torres "altas y relucientes".

### Torre inclinada de Pisa
La Torre Inclinada de Pisa, Italia, que data de alrededor de 1173, ha sufrido durante mucho tiempo problemas estructurales. La torre tiene ocho pisos de altura a 55,86 m y antes de los trabajos de restauración a partir de 1990 se inclinaba 5,5 grados. Actualmente se inclina alrededor de 4 grados, pero debido a problemas de cimentación, continúa hundiéndose alrededor de 1 mm al año. La semejanza de la torre a un pene ha hecho que la "Torre inclinada de Pisa" se convierta en un término de jerga sexual para un pene medio erecto.

### La columna de Nelson
La columna de Nelson, un monumento al almirante Horatio Nelson, fue erigida por una nación agradecida entre 1840 y 1843 para conmemorar la victoria de Nelson en la batalla de Trafalgar. Sin embargo, el Nelson Memorial Committee se quedó sin dinero, ya que solo recaudó £ 20,485 en suscripciones públicas. La columna es corintia con fuste de granito. En su poema A Ballad of the Good Lord Nelson, Lawrence Durrell incluyó las múltiples líneas alusivas "Ahora rígido en un pilar con un aire fálico / estilitas de Nelson en Trafalgar Square / recuerda a los británicos lo que alguna vez fueron".

### Colonna Mediterranea

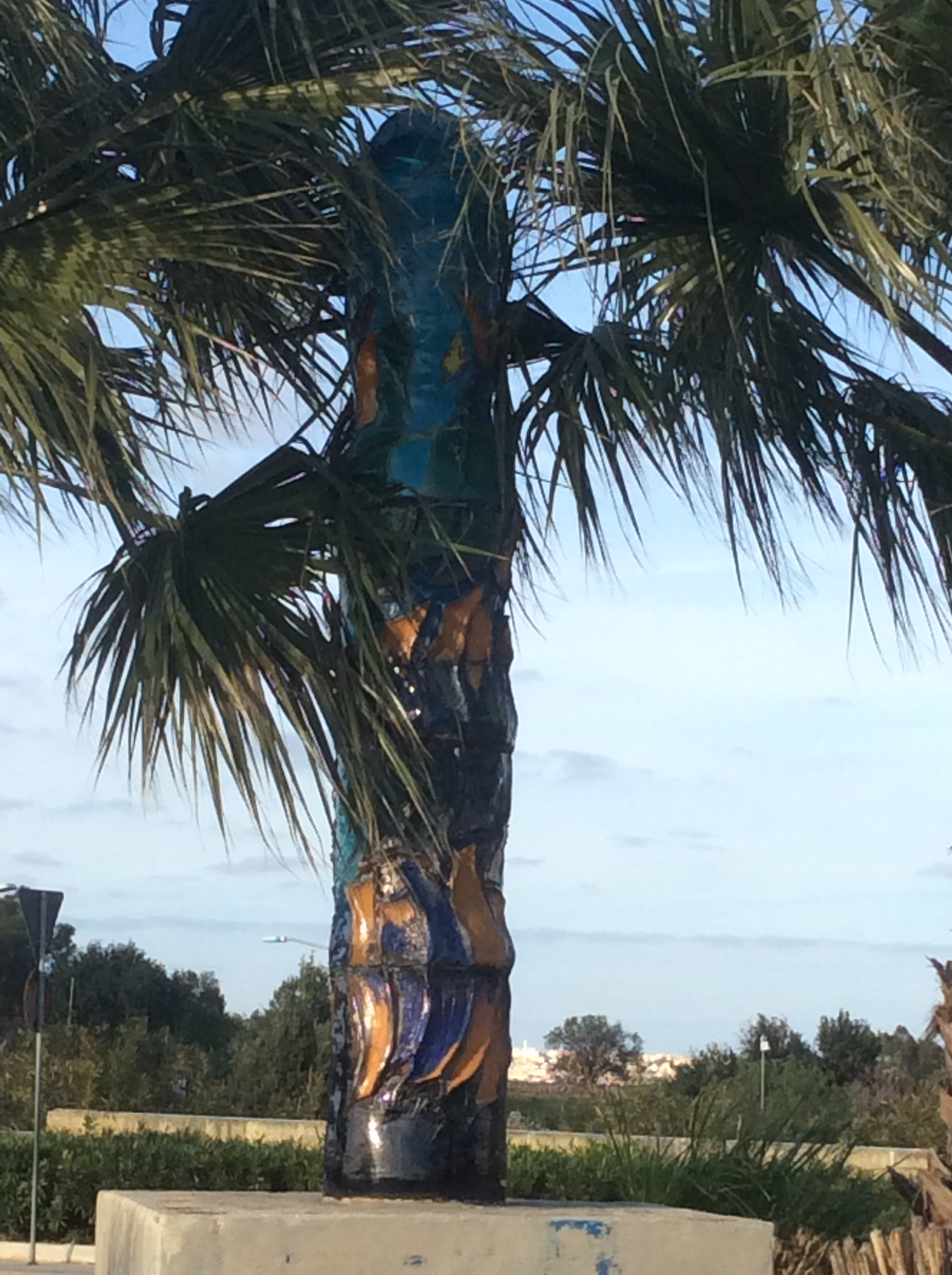
Colonna Mediterranea en Luqa, Malta

Colonna Mediterranea es una columna monumental en Luqa, Malta. Ha sido descrito por su artista Paul Vella Critien como un "símbolo egipcio". Sin embargo, de un vistazo, se puede observar que se parece a un pene grande y, por lo tanto, se describió en gran medida como un "monumento fálico". El monumento ha logrado atraer la cobertura de varios medios internacionales en específico antes y durante la visita del papa Benedicto XVI a Malta, ya que el papamóvil pasó cerca de este. De manera similar, el mismo artista ha creado otra columna monumental, la Kolonna Eterna, que también fue descrita como fálica por los críticos.

### Obelisco de Luxor
El Obelisco de Luxor, que se encuentra en la Place de la Concorde de París, Francia, fue entregado a los franceses por los egipcios en el siglo XIX. El obelisco de 23 metros originalmente se encontraba en el frente del Templo de Lúxor, en honor a Ramsés II, faraón de la XIX Dinastía de Egipto. Según Michael D. Garval, los franceses percibieron el obelisco como "prodigiosamente fálico" desde el momento en que llegó.

### Torre de televisión Oriental Pearl
La Oriental Pearl TV Tower, ubicada en Lujiazui, distrito de Pudong, Shanghái, China, es la tercera torre de radio y televisión más alta del mundo con 468 m, el edificio de este tipo más alto de Asia. La torre alberga restaurantes, teatros, una sala de conferencias y un hotel y es una importante atracción turística de la ciudad. Sin embargo, la torre ha tenido una recepción mixta. El The New York Times lo describió como un "gran monstruo fálico de fealdad verdaderamente monumental, un poco como un enorme espárrago con una bola plateada encima". Algunos consideran que la larga torre de columnas de acero es una prueba del culto fálico de la ciudad, y que tales rascacielos indicativos de riqueza son un afrodisíaco creciente del materialista en las ciudades chinas.

### Torre de Doha
La Torre de Doha, anteriormente llamada Burj Doha o Burj Qatar fue diseñada por el arquitecto francés Jean Nouvel. En 2004, el proyecto se llamó por primera vez "Edificio de oficinas de gran altura". Tras su finalización en 2012, su propietario, SE Jeque Saud bin Muhammed Al Thani, lo llamó originalmente "Burj Doha". El público ha notado la "forma fálica" del edificio, sugiere lo que Nouvel llama una "virilidad totalmente asumida".

### Capitolio de Nebraska
El edificio del Capitolio de Nebraska en Lincoln (la capital del estado de Nebraska) ha sido citado como el "ápice" de la arquitectura fálica. Con 15 pisos y 121 m de altura, es la segunda casa estatal más alta de los Estados Unidos, superada solo por el Capitolio de Luisiana de 34 pisos. Es el edificio más alto de Lincoln, el tercero más alto del estado y también el edificio del Capitolio más pesado de América del Norte. El edificio fue diseñado por Bertram Grosvenor Goodhue, quien se basó en las tradiciones arquitectónicas clásicas y góticas. Fue construido entre 1922 y 1932, de piedra caliza de Indiana, con una cúpula dorada. El edificio recibe el sobrenombre de "El falo de las llanuras" por su apariencia de falo.

### 30 St Mary Axe
30 St Mary Axe abrió en Londres en abril de 2004. Diseñado por Norman Foster, la estructuira de 180 m se ha comparado con el falo y un pepinillo, que también es un término del argot para "pene pequeño"; sus apodos incluyen Gherkin, Erotic Gherkin, Towering Innuendo y Crystal Phallus. También comparado con un "cigarro gordo fálico", el edificio ha sido citado como una "metáfora anatómica burda", pero se ha convertido en uno de los edificios más emblemáticos de Londres. La revista Cabinet lo eligió como el "Mejor edificio no circuncidado del mundo".

### Torre Agbar
La Torre Agbar es un rascacielos de 38 pisos ubicado en la Plaça de les Glòries Catalanes del barrio de Poblenou de Barcelona, España. Diseñado por Jean Nouvel, lleva el nombre de sus propietarios, el Grupo Agbar, un holding cuyos intereses incluyen la empresa Aigües de Barcelona. Un ejemplo de arquitectura de alta tecnología en la ciudad, su diseño combina una serie de conceptos arquitectónicos diferentes, dando como resultado una estructura llamativa construida con hormigón armado, cubierta con una fachada de vidrio, y más de 4.500 aberturas de ventanas recortadas del hormigón estructural. El edificio destaca en el horizonte de Barcelona; es el tercer edificio más alto de la ciudad, con 144,44 m, con una superficie de más de 50 000 m², de los cuales 30 000 son oficinas. Cambia de color por la noche gracias a que está iluminada por 2500 bombillas LED. Fue inaugurada oficialmente por el rey de España el 16 de septiembre de 2005. Nouvel afirma que está inspirado en un géiser y la cercana montaña de Montserrat, aunque sí reconoce su apariencia fálica. Aunque muchos hacen comparaciones con el falo, los lugareños se refieren a la estructura como el supositorio, debido a su semejanza con un sistema de administración de fármacos que se inserta en el recto o la vagina.

### Monumento de Washington
El Monumento a Washington en Washington D. C. se ve a menudo como un excelente ejemplo de arquitectura fálica y masculinidad estadounidense. El imponente monumento, hecho de mármol, granito y gneis de piedra azul, es tanto la estructura de piedra más alta del mundo como el obelisco más alto del mundo, en pie 169,3 m según el Servicio de Parques Nacionales. La construcción del monumento comenzó en 1848, se detuvo de 1854 a 1877 y se completó en 1884. En una reseña del Journal, fechada el 17 de octubre de 1911, Arnold Bennett dijo sobre el monumento: "Vio el monumento a Washington. Fálico. Pésimo. Una catástrofe nacional, solo igualada por el Albert Memorial. Pequeñas personas que parecen muñecas esperando para entrar ". Dan Burstein dice: "Hablando de símbolos sexuales, no existe un símbolo más fálico que el Monumento a Washington, y la cúpula del Capitolio puede verse como un pecho". James Webb usó una metáfora para alabar el poder de "elevación" del Monumento a Washington como un falo blanco, "perforando el aire como una bayoneta". En la película futurista Hardwired, ambientada en los Estados Unidos donde se comercializa todo lo notable, el Monumento a Washington se utiliza como una valla publicitaria gigante de condones troyanos.

### Torre de agua de Ypsilanti

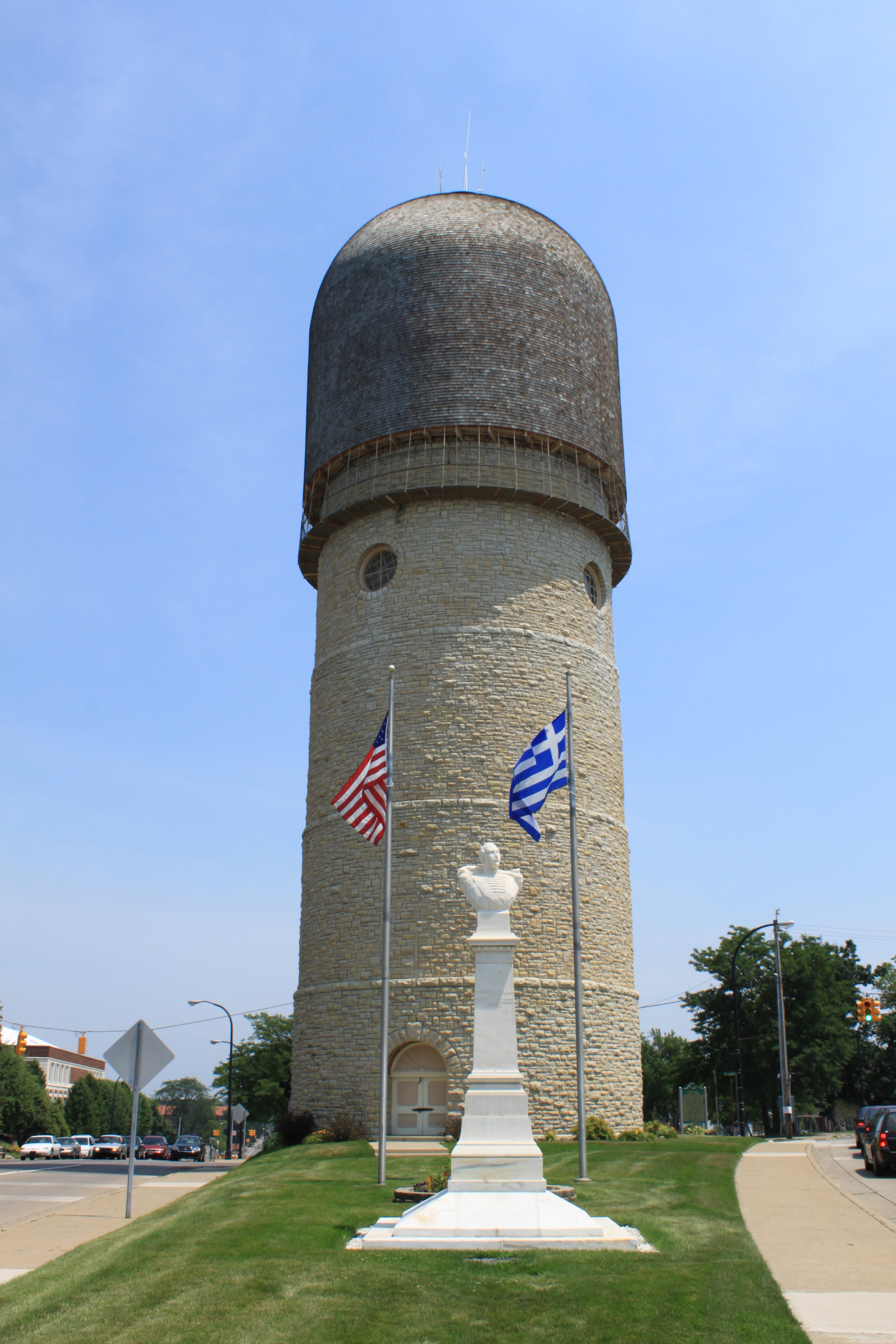
Ypsilanti Water Tower en Ypsilanti, Míchigan, ganadora del "Concurso de construcción más fálica"

Ypsilanti Water Tower es una histórica torre de agua en Ypsilanti, Míchigan, Estados Unidos, catalogada como edificio del Registro Nacional de Lugares Históricos en 1981. La torre fue diseñada por William R. Coats y construida como parte de un elaborado proyecto de obras hidráulicas de la ciudad que comenzó en 1889. Ubicada en el punto más alto de Ypsilanti, la torre se completó en 1890 a un costo de 21 435 dólares. Hoy en día, se bromea con frecuencia sobre la torre por su forma fálica y se ha ganado el apodo de "Brick Dick".
Se ha convertido en un punto de referencia muy conocido en Ypsilanti y, debido a la forma y ubicación del edificio, los residentes la utilizan con frecuencia como un punto para proporcionar direcciones a los visitantes y residentes. Iggy Pop dijo al respecto en una entrevista de 1996: "Lo más famoso en Ypsilanti es esta torre de agua hecha de ladrillo, de unos 175 años. Parece este pene grande ".
El concurso del edificio más fálico del mundo fue un concurso realizado en 2003 por la revista Cabinet para encontrar el edificio que más se parecía a un falo humano. El concurso se originó cuando el escritor Jonathan Ames provocó la ira de los lectores de Slate al afirmar, en un diario que luego se publicó en su libro I Love You More Than You Know, que el Williamsburg Bank Building en Brooklyn era la más fálica del mundo. Esto llevó a Cabinet a iniciar una búsqueda propia para encontrar qué edificio era realmente "el más fálico del mundo". Posteriormente, las ciudades y los lectores vertieron sus puntos de vista y plantearon sus reclamos a los editores de la revista. Después de meses de entradas y discusión, la Ypsilanti Water Tower fue anunciada como la ganadora, aunque el ganador de una encuesta de lectores fue el edificio del Capitolio del Estado de Florida en Tallahassee. Otro nominado notable fue la Torre Agbar de Barcelona.

### Iglesia de la Ciencia Cristiana de Dixon
La iglesia Christian Science en Dixon, Illinois, se parece mucho a un pene cuando se ve desde el aire. La iglesia, sin embargo, afirma que fue diseñada con buen gusto alrededor de un viejo roble y declaró que "No la diseñamos para que la vieran como lo que ellos ven. Y no lo diseñamos para ser visto desde arriba ".

### Hyde Park, Gran Mánchester
En 2012, el consejo criticó una escultura de metal en forma de colmena de Thompson Dagnall en Hyde, Gran Mánchester, por su apariencia fálica, ya que se instaló junto al área de juegos para niños en Hyde Park. Aunque a Dagnall se le pagaron 3500 libras esterlinas a la semana por sus esfuerzos, los trabajadores municipales modificaron la estructura y la trasladaron a otra parte del parque.

### TorrePeople's Daily
A 2013 de 5 se está construyendo una nueva sede para el periódico People's Daily y su finalización está programada para 2014. En mayo de 2013, China intentó censurar las bromas sobre su forma fálica.

### Obelisco de Hyde Park, Sídney
El Hyde Park Obelisk de 22 m, ubicado en Hyde Park de Sídney (Australia) en la intersección de Elizabeth Street y Bathurst Street, es un antiguo conducto de ventilación de alcantarillado y un hito notable en el CBD de Sídney. Su apariencia fálica se enfatizó el 7 de noviembre de 2014, cuando el AIDS Council of NSW (ACON) instaló temporalmente un condón gigante sobre el Obelisco como parte de una campaña de concientización sobre el VIH/sida. La instalación generó mucho interés en los medios, incluidas muchas insinuaciones fálicas y provocó la ira del lobby cristiano australiano.